# ジャネット・オケロ
ジャネット・オケロ（Janet Okello、1992年5月5日 - ）は、ケニアの女子ラグビー選手。

## プロフィール
- ケニア・キスム出身[1]。
- ポジションはセンター(CTB)。
- 身長 172cm、体重 60kg

## 略歴
2016年、リオ五輪の7人制女子ケニア代表に選ばれた。
そして2021年、東京五輪の7人制女子ケニア代表に選ばれた。
2022年、三重パールズに加入。